# جزيرة بوبيدا الجليدية
جزيرة بوبيدا الجليدية (بالروسية: остров Победы)‏ (أي جزيرة النصر)، هي جزيرة جليدية في بحر ماوسن. تقع على بعد 160 كم (99 ميل) من ساحل كوين ماري لاند، شرق القارة القطبية الجنوبية.

## التكوين الدوري
تنشأ الجزيرة الجليدية وتختفي بشكل دوري. تنشأ من خلال ولادة كتلة هائلة من الجليد من نهر دينمان المتجمد، الواقعة في الجزء الشرقي من Shackleton Ice Shelf. ينجرف الجبل الجليدي الجدولي الناتج إلى الشمال الغربي حتى يجنح على مياه ضحلة شمال الجرف الجليدي. لا يزال الجبل الجليدي مغلقًا في هذا الوضع هناك لمدة عقد أو أكثر، حتى يتم إعادة تشكيله بما يكفي لتحرير نفسه من المياه الضحلة. ثم ينجرف إلى المحيط المفتوح، حيث يتحول إلى شظايا. تذوب شظايا الجبل الجليدي هذه في النهاية عندما تنجرف إلى المياه الدافئة. يتقدم اللسان العائم لنهر دينمان الجليدي، الذي يتغذى بالجليد من داخل القارة القطبية الجنوبية، حتى يتم توالد برج كبير جديد كل 40 إلى 50 عامًا.

## بيانات الجزيرة
جزيرة بوبيدا الجليدية متغيرة في أبعادها، ولكن عادة ما يصل طولها إلى 70 كم (43 ميل) وعرضها 36 كم (22 ميل)، وتبلغ مساحتها 1500 كيلومتر مربع (579 ميل مربع).
مصطلح «جزيرة» غير صحيح من الناحية الفنية، لأن هذه الميزة الجغرافية هي في الواقع جبل جليدي جدولي بجوانب عمودية تقريبًا وقمة مسطحة.
تنص قوانين الفيزياء على أن 11٪ من الجبل الجليدي سوف يمتد فوق مستوى الماء (في الماء المالح)، بينما سيتم غمر الباقي. في حالة جزيرة بوبيدا الجليدية، التي يبلغ سطحها المسطح حوالي 27 مترًا (89 قدمًا) فوق مستوى سطح البحر، فإن هذا يعني أن الجبل الجليدي يمتد إلى عمق حوالي 216 مترًا (709 قدمًا) تحت مستوى سطح البحر، ويبلغ ارتفاعه الإجمالي تقريبًا 243 مترًا (797 قدمًا). المعنى الآخر هو أن قاع المحيط أيضًا يقع أيضًا على ارتفاع حوالي 216 مترًا (709 قدمًا) تحت مستوى سطح البحر، عند نقطة المياه الضحلة.

### تاريخيا
أعاد دوغلاس موسون تسمية جزيرة نهاية لسان الجليد عندما واجهها في 1911-13 بعثة أنتاركتيكا الأسترالية. ومع ذلك، لم تتم الإشارة إلى أي جزيرة في ذلك الموقع، عندما عاد خلال رحلته الاستكشافية في BANZARE 1929-31.
جاءت بعثة سوفييتية عبر الجزيرة في عام 1960 وأعادت تسميتها مرة أخرى، هذه المرة باسم جزيرة بوبيدا الجليدية، والتي سُميت على اسم الانتصار السوفيتي على قوى المحور في الحرب الوطنية العظمى. حتى أنهم أنشأوا محطة أبحاث مؤقتة في الجزيرة. اختفت بوبيدا في وقت ما في السبعينيات، ليحل محلها برج جديد ولد في عام 1985. اختفى هذا أيضًا في عام 2003 أو 2004. لا توجد جزيرة جليدية في هذا المكان.

## بوبيدا كانيون
تقع بوبيدا كانيون على بعد 200 كم (120 ميل) شمال جزيرة بوبيدا الجليدية، وهو خندق محيطي سمي بهذا الاسم عام 1956.